# 원광대학교
원광대학교(圓光大學校, Wonkwang University)는 대한민국 전북특별자치도 익산시에 위치한 사립 종합대학이다. 설립재단은 원불교이며, 원불교 개교정신인 '물질이 개벽되니 정신을 개벽하자'를 바탕으로 과학과 도학을 겸비한 전인교육으로 새 문명사회 건설의 주역 양성을 건학이념으로 설립되었다.
캠퍼스의 경관이 아름답기로 유명하여, 2004년에는 관련 기사가 보도된 바 있다.

## 연혁
1946년 5월 1일, 유일학림이 설립되었다. 1951년 9월 5일, 원광초급대학으로 개편되었다. 1953년 1월 29일, 원광대학으로 개편되었다. 1971년 12월 31일, 종합대학으로 승격되며 원광대학교로 교명을 변경하여 현재에 이르고 있다.
한편, 2011년 교육과학기술부에 의하여 정부재정지원제한대학으로 제한받은 이력이 있다.

## 교육편제

### 학부
원광대학교는 교학대학, 인문대학, 경영대학, 농식품융합대학, 약학대학, 사범대학, 보건과학대학, 한의과대학, 조형예술디자인대학, 사회과학대학, 창의공과대학, 치과대학, 의과대학 등 13개 단과대학을 설치하고 하위로 5학부, 61학과, 10전공을 설치하여 학사 학위 과정을 교수하고 있다.
한편, 자율전공학부와 국방기술학과는 단과대학 없이 독립 편제로 존재하고 있다.

### 대학원
원광대학교 대학원은 일반대학원과 전문 2개원, 특수 3개원 등 6개 대학원으로 구성한다. 전문대학원으로 법학전문대학원과 한의학전문대학원을 설치하고 있으며, 특수대학원으로 경영대학원과 교육대학원, 동양학대학원을 설치하고 있다.

## 캠퍼스 풍경

### 수덕호

원광대학교 수덕호의 겨울

원광대학교 수목원

원광대학교 캠퍼스 중심에는 수덕호의 이름을 가진 인공호수가 있다. 수덕호에는 분수시설이 내장되어 있어 주변의 경치를 더해준다. 그 주변에는 수많은 벚나무들이 있어 봄학기 4월 중순에서 5월 중순까지 주변 경관이 매우 아름답기로 유명하여 수 많은 사람들의 봄놀이 장소로 이용된다. 수덕호 가운데에는 닭다방이라는 별명을 가진 봉황각이라는 건물이 있다. 1, 2층으로 구성되어있는 내부에는 현재 커피숍이 운영되고 있으며, 커피숍 이용시 외부인에게도 1시간 주차증이 발급되고, 학생들에게는 할인혜택도 주고 있다. 벛꽃이 피면 장관이다.

### 원광테크노마켓
원광테크노마켓(WM)은 원광보건대학교의 'LTM교육시스템(Learning, Training, Marketing)을 기반으로 설계되었다. 학교기업 원광테크노마켓은 대학의 국가직무능력(NCS)에 기반한 학생들의 취·창업 역량와 Self Marketing 능력 함양을 위해 설립된 국내최초 학과단위의 전공연계 마켓형 학교기업이다.

## 연례 행사

### 원탑대동제
원광대학교에서는 원탑대동제라는 명칭으로 개최되며 시기는 5월 중순정도에 가지는 편이다. 축제기간은 4일 내외이며 캠퍼스 곳곳에서 다양한 교내 행사가 이루어진다. 봉황가요제, 락페스티벌, 트로트가요제, 댄스페스티벌 등 다양한 행사를 개최한다.

### 대표 기관
- 원광대학교  - 공식 웹사이트

### 부속 기관
- 원광대학교 중앙도서관 보관됨 2007-05-10 - 웨이백 머신
- 원광대학교 박물관
- 신문방송사
  - 원대신문
  - 원대방송
- 학생생활관
- 정보전산원
- 도덕교육원
- 평생교육원
  - 평생교육팀
  - 어학교육팀 보관됨 2011-01-02 - 웨이백 머신

### 그 외
- 원광대학교 웹정보서비스

### 커뮤니티
- 봉황사랑방